# Уряд Еритреї
Уряд Еритреї — вищий орган виконавчої влади Еритреї.

## Голова уряду
- Президент — Ісаїас Афворкі (англ. Isaias Afworki).
- Віце-президент — .

## Кабінет міністрів
Склад чинного уряду подано станом на 24 квітня 2014 року.
| Логотип | Міністерство                                     | Міністр                                        | Фото | Час на посаді | Час на посаді | Партія | Партія | Вебсайт |
| ------- | ------------------------------------------------ | ---------------------------------------------- | ---- | ------------- | ------------- | ------ | ------ | ------- |
|         | Міністерство енергетики і гірничої промисловості | Ахмед Хадж Алі (Ahmed Hajj Ali)                |      |               |               |        |        |         |
|         | Міністерство житлово-комунального господарства   | Абраха Асфаха (Abraha Asfaha)                  |      |               |               |        |        |         |
|         | Міністерство земель, вод і екології              | Тесфай Гебереселассіе (Tesfai Ghebreselassie)  |      |               |               |        |        |         |
|         | Міністерство закордонних справ                   | Осман Салех Мохаммед (Osman Saleh Mohammed)    |      |               |               |        |        |         |
|         | Міністерство інформації                          | Алі Абду (Ali Abdu)                            |      |               |               |        |        |         |
|         | Міністерство морських ресурсів                   | Салех Мекі (Saleh Meki)                        |      |               |               |        |        |         |
|         | Міністерство національного розвитку              | Гіоргіш Теклемішаель (Ghiorghish Teklemichael) |      |               |               |        |        |         |
|         | Міністерство оборони                             | Себхат Ефрем (Sebhat Ephrem)                   |      |               |               |        |        |         |
|         | Міністерство освіти                              | Семере Руссом (Semere Russom)                  |      |               |               |        |        |         |
|         | Міністерство охорони здоров'я                    | Аміна Нруссейн (Amina Nurhussein)              |      |               |               |        |        |         |
|         | Міністерство праці та людського добробуту        | Салма Хассен (Salma Hassen)                    |      |               |               |        |        |         |
|         | Міністерство сільського господарства             | Арефайне Берхе (Arefaine Berhe)                |      |               |               |        |        |         |
|         | Міністерство торгівлі та промисловості           | —                                              |      |               |               |        |        |         |
|         | Міністерство транспорту і зв'язку                | Воленкіль Абраха (Woldenkiel Abraha)           |      |               |               |        |        |         |
|         | Міністерство туризму                             | Аскалу Менкеріос (Askalu Menkerios)            |      |               |               |        |        |         |
|         | Міністерство фінансів                            | Берхане Абрехе (Berhane Abrehe)                |      |               |               |        |        |         |
|         | Міністерство юстиції                             | Фозіа Хашим (Fozia Hashim)                     |      |               |               |        |        |         |